# Brevibacterium linens
Brevibacterium linens — грамположительная палочковидная бактерия. Типовой вид семейства Brevibacteriaceae.
Brevibacterium linens повсеместно присутствует на коже человека, вызывая неприятный запах ног. Данный запах обусловлен серосодержащими соединениями — S-метилтиоэфирами. Эта же бактерия используется для ферментации многих сыров с промытой коркой и вызревающих сыров, таких как Мюнстер, Лимбургер, Тильзитер, Пор-Салю, Раклет, Ливаро, Пон-л’Эвек, Эпуас, Висконсин Брик, Нэсал и Палпустаи. Его аромат также привлекает комаров. Первая комплексная протеомная карта B. linens была опубликована в 2013 г.
Эта аэробная бактерия, которая растёт в диапазоне температур от 8 до 37 °C, лучше всего при 21-25 °C и pH от 6,0 до 9,8 (оптимальный: 6,5-7,0). Большинство штаммов не переносят содержание соли более 15 %. Многим штаммам требуется свет для образования красных пигментов — каротиноидов.